# ژاکلین دوپره
ژاکلین دوپره (به انگلیسی: Jacqueline Du Pre) (۱۹۸۷–۱۹۴۵) نوازندهٔ انگلیسی‌تبار ویلن‌سل است. یکی از معروف‌ترین اجراهای او کنسرتوی الگار در می مینور است. او در سن ۲۸ سالگی به بیماری ام‌اس مبتلا شد و به تدریج نوازندگی را متوقف کرد و در ۴۲ سالگی درگذشت. دوپره شخصیت اصلی فیلم هیلاری و جکی است که بر مبنای خاطرات خواهرش از زندگی او ساخته شد.
ژاکلین، دومین فرزند درک و آیریس دوپره، در آکسفورد انگلستان به دنیا آمد. مادر او پیانیست ارکستر بود و ژاکلین را از چهار سالگی تعلیم داد. از پنج سالگی آموزش رسمی را در مدرسه ویولن‌سل لندن آغاز کرد. از همان سال‌های نخست، به همراه خواهرش هیلاری-نوازندهٔ فلوت- در مسابقات موسیقی شرکت کرد و جوایزی را نیز کسب کرد.
در نخستین اجرای رسمی‌اش، در ۱۶ سالگی، سوناتهایی از هندل، برامس، دبوسی و د فالا و نیز تک‌نوازی ویولن‌سل از باخ اجرا کرد. در ۲۰ سالگی کنسرتوی الگار را با ارکستر سمفونیک لندن به همراه باربیرولی، رهبر ارکستر و نوازندهٔ ویولن‌سل، ضبط کرد که شهرت بین‌المللی بسیاری برای او به ارمغان آورد.
دوپره با بسیاری از ارکسترهای معروف اجرا داشته‌است، از جمله ارکستر فیلارمونیک برلین، ارکستر سمفونیک لندن، ارکستر فیلارمونیک لندن، ارکستر سمفونیک بی‌بی‌سی، فیلارمونیک نیویورک، ارکستر فیلادلفیا، فیلارمونیک اسرائیل و ارکستر فیلارمونیک لس‌آنجلس. او همچنین به‌طور مرتب با رهبران ارکستر مشهوری مانند باربیرولی، دانیل بارن‌بویم، زوبین مهتا و لئونارد برنستاین همکاری کرده‌است. دوستی او با یهودی منوهین، زوبین مهتا، ایتزاک پرلمن و پینچاس زوکرمن و ازدواجش با دانیل بارن‌بویم به اجراهای خاطره‌انگیز بسیاری منجر شده‌است.
آخرین کنسرت‌های لندن او در فوریه ۱۹۷۳ اجرا شدند، از جمله کنسرتوی الگار به همراه زوبین مهتا. از آخرین کنسرت‌های عمومی او در نیویورک در فوریه ۱۹۷۳، چهار اجرا از برامس با زوکرمن و به رهبری برنستاین در فیلارمونیک نیویورک برنامه‌ریزی شده بودند. دوپره اعلام کرده بود که بر اثر بیماری‌اش، دستش قادر نیست وزن آرشه را احساس کند. علاوه بر آن، به دلیل از دست دادن حس در انگشتانش، انگشت‌گذاری را فقط با نگاه کردن انگشتان روی ساز می‌توانست انجام دهد. به ناچار از حضور در چهارمین کنسرت انصراف داد و آیزاک استرن جای او را در برنامه با کنسرتوی ویولن فلیکس مندلسون گرفت.
ژاکلین دوپره در ۱۹ اکتبر ۱۹۸۷ در لندن بر اثر بیماری ام‌اس و در سن ۴۲ سالگی درگذشت و در قبرستان یهودیان Golders Green به خاک سپرده شد.

## آثار منتخب
- الگار: کنسرتوی ویولن‌سل، به همراه باربیرولی
- برامس: سونات‌های ویولن‌سل، به همراه دانیل بارن‌بویم
- هایدن: کنسرتوهای ویولن‌سل شماره ۱ و ۲
- بتهوون: تریوهای پیانو اپوس ۱ و ۹۷، به همراه دانیل بارن‌بویم و پینچاس زوکرمن
- بتهوون: تریو پیانو اپوس ۷۰، سونات ویولن‌سل شماره ۳و ۵ به همراه دانیل بارن‌بویم و پینچاس زوکرمن (تریو) و کوواچویچ (سونات)
- شوبرت: کویینتت پیانوی تروت، به همراه دانیل بارن‌بویم، ایتزاک پرلمن، زوبین مهتا[۲][۳]